# لغة محورية
اللغة المحورية (بالإنجليزية: Interlanguage) والتي تسمى أحيانا لغة وسيطة او لغة الجسر، هي لغة اصطناعية أو طبيعية تستخدم كلغة وسيطة للترجمة بين العديد من اللغات المختلفة.
اللغة المحورية هي لغة تستخدم كوسيط للتواصل بين متحدثين لغات مختلفة. تستخدم اللغة المحورية عادة في المواقف التي يوجد فيها متحدثون لغات مختلفة ويرغبون في التواصل مع بعضهم البعض. تعتمد اللغة المحورية على الفهم المشترك للمتحدثين لها، وعلى قدرتها على نقل المعاني والمفاهيم بشكل واضح وفعال.
تستخدم اللغة المحورية في العديد من المجالات، مثل الدبلوماسية والتجارة والسفر والتعليم والترجمة. وتشمل الأمثلة الشائعة على اللغات المحورية الإنجليزية والفرنسية والإسبانية والروسية، ولكن يمكن استخدام أي لغة تتوفر عليها الشروط المذكورة أعلاه كلغة محورية.
عيب اللغة المحورية هو أن كل خطوة من خطوات إعادة الترجمة تقدم أخطاء وغموض محتملة - استخدام لغة محورية يتضمن خطوتين بدلاً من واحدة. على سبيل المثال، عندما تواصل هيرنان كورتيس مع هنود أمريكا الوسطى، تحدث بالإسبانية إلى جيرونيمو دي أغيلار، الذي تحدث من لغة المايا إلى دونا مارينا، الذي تحدث لغة الناواتل إلى السكان المحليين.